# Metamorpha elissa
Metamorpha elissa (classificada por Jakob Hübner com esta denominação, em 1819, junto com seu gênero, sendo este monotípico) é uma espécie de inseto; uma borboleta neotropical da família Nymphalidae e subfamília Nymphalinae que se distribui pelas Guianas até o Panamá e Bolívia (no noroeste da América do Sul). Sua coloração, vista por cima, é discreta, apresentando asas marrom-enegrecidas com manchas em branco, cuja principal é constituída por uma faixa contínua que vai do meio das asas anteriores e termina nas asas posteriores. Em vista inferior ela apresenta um desenho característico de faixas em laranja emolduradas em negro sobre um fundo branco ou cinzento. Uma pequena porção deste laranja pode ser visto por cima, principalmente na extremidade final das asas posteriores.

## Hábitos
Metamorpha elissa é uma espécie que vai de floresta de várzea até floresta tropical e subtropical úmida, em altitudes até 1.200 metros acima do nível médio do mar; voando à procura do néctar de flores para alimentação, com machos absorvendo a umidade mineralizada do solo.

## Subespécies
M. elissa possui três subespécies:
- Metamorpha elissa elissa - Descrita por Hübner em 1819 e distribuídas pelas Guianas até Panamá e Peru.[5]
- Metamorpha elissa pulsitia - Descrita por R. Fox & A. Forbes em 1971; localidade tipo: Bolívia.
- Metamorpha elissa alberti - Descrita por Neild em 2008; localidade tipo: Venezuela.